# Theridiosoma obscurum
Theridiosoma obscurum är en spindelart som först beskrevs av Eugen von Keyserling 1886.  Theridiosoma obscurum ingår i släktet Theridiosoma och familjen strålspindlar. Inga underarter finns listade i Catalogue of Life.